# گمینا کنپیتسه
گمینا کنپیتسه (به لهستانی:  Gmina Kępice) یک گمینا در لهستان است که در شهرستان سووپسک واقع شده‌است. گمینا کنپیتسه ۲۹۳٫۴۳ کیلومتر مربع مساحت و ۹٬۶۸۸ نفر جمعیت دارد.